# Platygyra exigua
Espèce
Platygyra exigua est une espèce de coraux appartenant à la famille des Merulinidae.